# San Pier Niceto
San Pier Niceto (Sampèri in siciliano) è un comune italiano di 2 528 abitanti della città metropolitana di Messina in Sicilia.
Per quanto concerne l'etimologia, il termine "Niceto", il quale deriva dal greco "nìke" ("vittoria"), è stato aggiunto soltanto nel 1873. In passato, come si può notare nelle carte geografiche più antiche, il comune era denominato San Pietro di Monforte o San Pier Monforte, in quanto frazione del limitrofo comune di Monforte San Giorgio.
Il comune si trova nella Valle del Niceto.

## Società

### Evoluzione demografica
Abitanti censiti

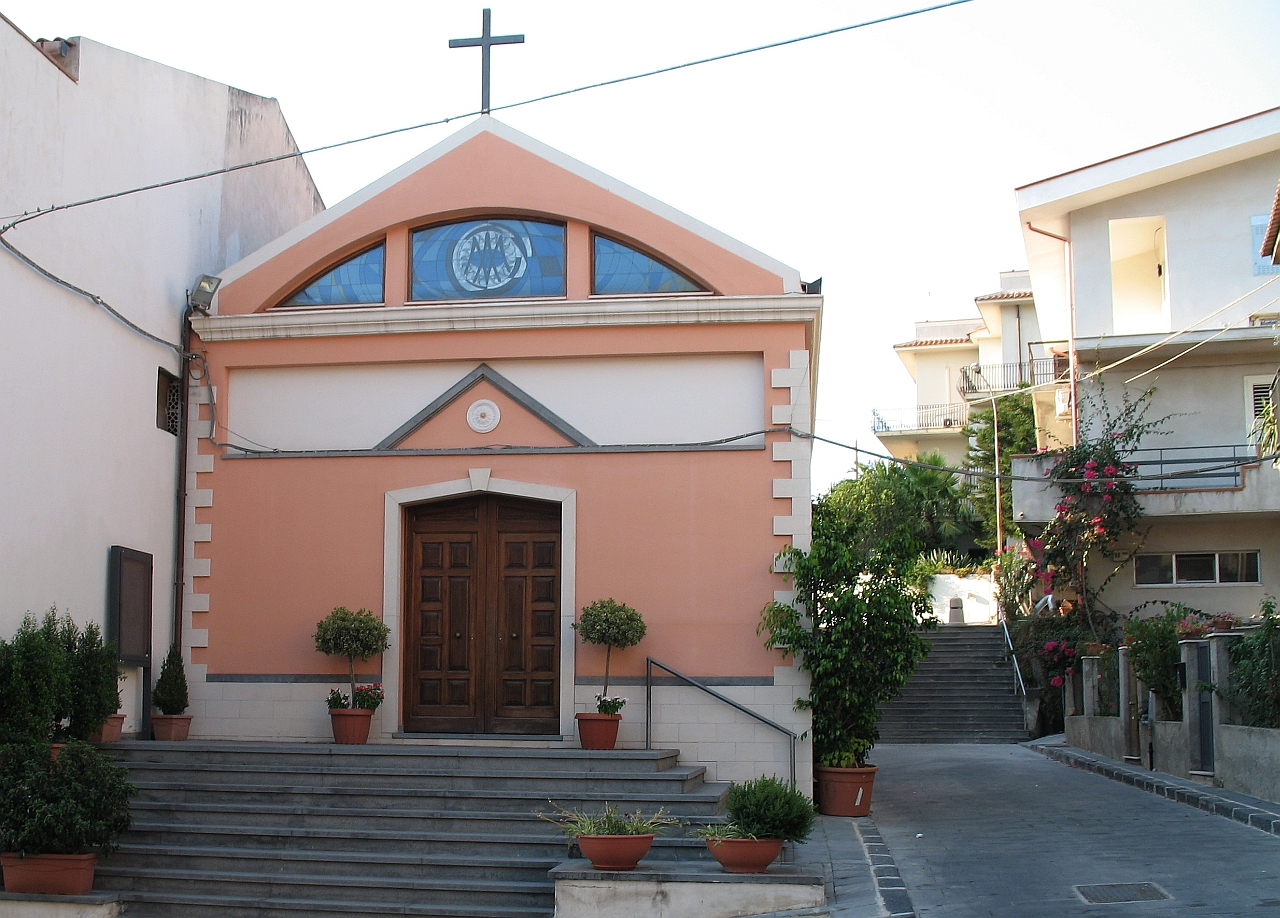
Chiesa Maria Immacolata - San Pier marina

Gli abitanti complessivi sono circa 2 600, ma non va trascurato un notevole numero di sanpietresi che si è trasferito nei comuni limitrofi, tra cui Milazzo, per esigenze lavorative: nella seconda metà del secolo scorso diverse famiglie per le stesse esigenze si sono trasferite nelle regioni economicamente più avanzate dell'Italia settentrionale nei primi anni del Novecento si è verificato un forte processo di emigrazione verso i Paesi dell'America settentrionale e dell'America Latina, specialmente Venezuela.

## Geografia antropica

### Frazioni
Il comune comprende 6 frazioni: San Pier Marina, S. Biagio (si affaccia sul Mar Tirreno), Serro, Zifronte, Pirrera, Oliva.

## Eventi
Gli eventi tradizionali sono molteplici e la maggior parte sono di natura religiosa, come l'"Infiorata" del Corpus Domini, manifestazione giunta, per l'anno 2022, alla XXV edizione che consiste nella decorazione floreale delle vie più importanti del paese con raffigurazioni di celebri personaggi biblici e di figure che si sono contraddistinte nella vita religiosa. Si svolge lungo il dedalo di stradine e vicoli che collegano la parte bassa della cittadina, a partire dal quartiere gravitante attorno alla Chiesa del Carmine fino alla sommitale Chiesa di San Rocco, attraverso tutto il reticolo del centro storico.
Un'altra manifestazione ricorrente è la "sagra del biscotto", che consente la degustazione del tipico "biscotto sampiroto", accompagnato dalla tradizionale granita al limone.

## Amministrazione
Di seguito è presentata una tabella relativa alle amministrazioni che si sono succedute in questo comune.
| Periodo          | Periodo          | Primo cittadino        | Partito                                 | Carica              | Note  |
| ---------------- | ---------------- | ---------------------- | --------------------------------------- | ------------------- | ----- |
| 27 maggio 1990   | 20 luglio 1993   | Rosario Lombardo       | Democrazia Cristiana                    | Sindaco             | [ 6 ] |
| 20 luglio 1993   | 13 giugno 1994   | Antonio Certo          | Democrazia Cristiana                    | Sindaco             | [ 6 ] |
| 18 giugno 1994   | 25 maggio 1998   | Nicola Formica         | Lista Gallo-Impegno per San Pier Niceto | Sindaco             | [ 6 ] |
| 25 maggio 1998   | 27 maggio 2003   | Nicola Formica         | Lista Gallo-Impegno per San Pier Niceto | Sindaco             | [ 6 ] |
| 27 maggio 2003   | 28 febbraio 2007 | Santi Formica          | Lista Gallo-Impegno per San Pier Niceto | Sindaco             | [ 6 ] |
| 28 febbraio 2007 | 15 maggio 2007   | Antonino Figgioli      |                                         | Comm. straordinario | [ 6 ] |
| 15 maggio 2007   | 8 maggio 2012    | Franco Pitrone         | Lista Gallo-Impegno per San Pier Niceto | Sindaco             | [ 6 ] |
| 8 maggio 2012    | 13 giugno 2022   | Luigi Pietro Calderone | Lista San Pier Niceto nel Cuore         | Sindaco             | [ 6 ] |
| 13 giugno 2022   | in carica        | Domenico Nastasi       | Lista Gallo-Impegno per San Pier Niceto | Sindaco             | [ 6 ] |

### Altre informazioni amministrative
Il comune di San Pier Niceto fa parte delle seguenti organizzazioni sovracomunali: regione agraria n. 9 (Colline litoranee di Milazzo), Unione dei Comuni "Trinacria del Tirreno" (insieme ai Comuni di Gualtieri Sicaminò, Pace del Mela e Venetico).

## Monumenti e luoghi d'interesse

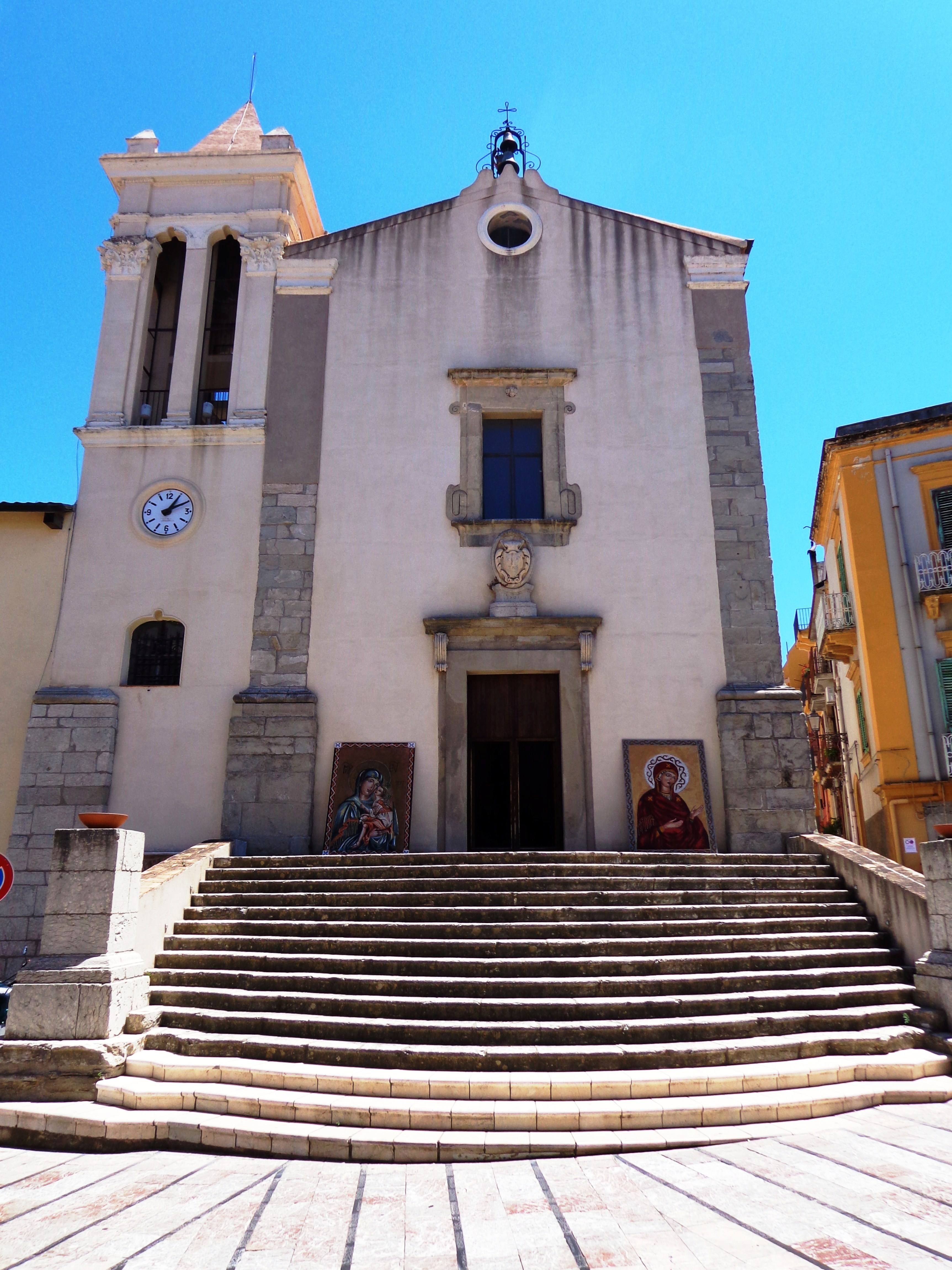
Chiesa di San Francesco di Paola

### Architetture religiose
Queste sono alcune delle chiese più importanti di San Pier Niceto:
- 1581, "Chiesa di San Pietro", è la Chiesa Madre con all'intero un Coro ligneo settecentesco restaurato.
- XVIII secolo, "Chiesa di San Rocco".
- XVI secolo, "Chiesa di Santa Caterina d'Alessandria".
- 1565, "Madonna delle Grazie", statua marmorea, attribuita ad Andrea Calamech.
- XVII secolo, "Chiesa del Rosario", riaperta il 7 ottobre 2022.
- XVII secolo, "Chiesa di Sant'Antonio Abate e delle Anime Purganti".
- 1634, "Chiesa di San Francesco di Paola" con annesso "Convento di Santa Maria Maggiore". Parte del Convento oggi ristrutturato, è sede del Palazzo Comunale.
- XX secolo, "San Francesco di Paola", statua in cartapesta, opera di Matteo Trovato.
- XVII secolo, "Chiesa di San Giacomo Maggiore".
- 1640, "Chiesa del Carmine".
- XX secolo, "Chiesa della Madonna di Pompei".